# Spazio di Hilbert

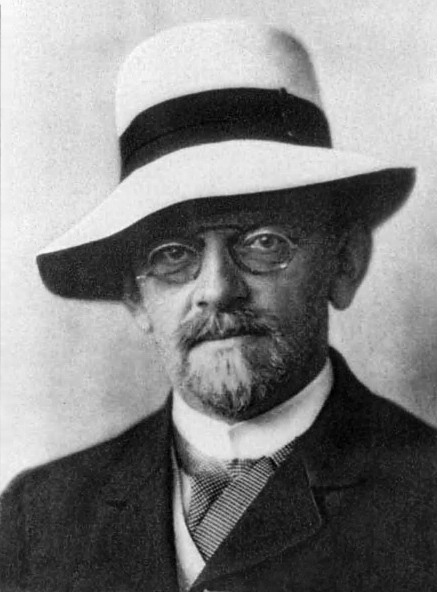
David Hilbert

In matematica uno spazio di Hilbert è uno spazio vettoriale completo secondo la norma indotta da un certo prodotto scalare.
La nozione di spazio di Hilbert è stata introdotta dal celebre matematico David Hilbert all'inizio del XX secolo e ha fornito un enorme contributo allo sviluppo dell'analisi funzionale e armonica. Il suo interesse principale risiede nella conservazione di alcune proprietà degli spazi euclidei in spazi di funzioni infinito-dimensionali. Grazie alla definizione di spazio di Hilbert è possibile formalizzare la teoria delle serie di Fourier e generalizzarla a basi arbitrarie.
Esso generalizza la nozione di spazio euclideo ed euristicamente uno spazio di Hilbert è un insieme con una struttura lineare (spazio vettoriale) su cui è definito un prodotto scalare (quindi è possibile parlare di norma, distanze, angoli, ortogonalità) e tale che sia garantita la completezza, ossia che qualunque successione di Cauchy ammetta come limite un elemento dello spazio stesso. Nelle applicazioni i vettori elementi di uno spazio di Hilbert sono frequentemente successioni di numeri complessi o funzioni.
È cruciale nella formalizzazione matematica della meccanica quantistica (si veda la relativa sezione sottostante per maggiori dettagli).

## Storia
Gli spazi di Hilbert sono stati introdotti da David Hilbert nell'ambito delle equazioni integrali. John von Neumann fu il primo a utilizzare la denominazione der abstrakte Hilbertsche Raum (lo spazio astratto di Hilbert) nel suo celebre lavoro sugli operatori hermitiani non limitati del 1929. Allo stesso von Neumann si deve la comprensione dell'importanza di questa struttura matematica, che egli utilizzò ampiamente nel suo approccio rigoroso alla meccanica quantistica. Ben presto, il nome spazio di Hilbert divenne di largo uso nella matematica.

## Definizione
Uno spazio di Hilbert {\displaystyle \mathbf {H} =(H,\langle \cdot ,\cdot \rangle )} è uno spazio vettoriale {\displaystyle H} reale o complesso sul quale è definito un prodotto interno {\displaystyle \langle \cdot ,\cdot \rangle } tale che, detta {\displaystyle \mathrm {d} } la distanza indotta da {\displaystyle \langle \cdot ,\cdot \rangle } su {\displaystyle H}, lo spazio metrico {\displaystyle (H,\mathrm {d} )} sia completo. Uno spazio di Hilbert è dunque uno spazio prehilbertiano, in cui il prodotto interno definisce una norma, attraverso la quale si definisce una distanza che è tale da rendere lo spazio completo.
Esplicitamente, detto {\displaystyle V} uno spazio vettoriale sul campo reale o complesso e {\displaystyle \langle \cdot ,\cdot \rangle } un prodotto scalare (nel caso complesso, una forma hermitiana) definito positivo su {\displaystyle V}, allora è naturalmente definita una norma {\displaystyle \|\cdot \|} sullo stesso spazio ponendo:
{\displaystyle \|v\|:={\sqrt {\langle v,v\rangle }},}
per ogni vettore {\displaystyle v\in V}. Con tale norma, lo spazio ha la struttura di spazio normato.
Si può associare a uno spazio normato {\displaystyle (V,\|\cdot \|)} una naturale struttura metrica, ottenuta definendo la distanza {\displaystyle \mathrm {d} } come:
{\displaystyle \mathrm {d} (u,v):=\|u-v\|} per ogni {\displaystyle u,v\in V.}
Secondo la usuale identificazione di uno spazio vettoriale con uno spazio affine costruito prendendo come punti i vettori stessi, si pone come distanza tra due vettori la norma della loro differenza. Nel caso in cui la norma derivi da un prodotto scalare, vale dunque la seguente uguaglianza:
{\displaystyle \mathrm {d} (u,v)={\sqrt {\langle u-v,u-v\rangle }}.}
La presenza di un prodotto scalare fornisce il modo di definire in generale alcune nozioni proprie dell'ambito degli spazi di Hilbert. Dati due vettori {\displaystyle u,\,v\in H}, si può definire l'angolo {\displaystyle \theta } da essi formato mediante la relazione:
{\displaystyle \cos {\theta }={\frac {\langle u,v\rangle }{\|u\|\,\|v\|}}.}
Coerentemente con la precedente definizione, dato un insieme qualsiasi {\displaystyle K\subset H}, si definisce il complemento ortogonale di {\displaystyle K} come il sottospazio:
{\displaystyle K^{\perp }=\{v\in H\ |\langle u,v\rangle =0\ \forall u\in K\}.}
In particolare, due vettori {\displaystyle u} e {\displaystyle v} si dicono ortogonali se {\displaystyle \langle u,v\rangle =0}, ossia se l'uno è nel complemento ortogonale dell'altro. Inoltre, una famiglia di vettori si dice ortonormale se i vettori che la compongono sono a due a due ortogonali e hanno norma 1.
Dati due vettori {\displaystyle v,e\in H}, si definisce la componente di {\displaystyle v} lungo {\displaystyle e} lo scalare {\displaystyle \langle v,e\rangle }, e la proiezione di {\displaystyle v} su {\displaystyle e} il vettore {\displaystyle {\frac {\langle v,e\rangle }{\langle e,e\rangle }}\,e}.

## Proprietà
Le proprietà seguenti, valide per gli spazi euclidei, si estendono anche agli spazi di Hilbert.
- Vale la disuguaglianza di Cauchy-Schwarz:

{\displaystyle |\left\langle v,w\right\rangle |^{2}\leq \left\langle v,v\right\rangle \left\langle w,w\right\rangle .}
- La norma indotta dal prodotto scalare soddisfa l'identità del parallelogramma:

{\displaystyle \|v+w\|^{2}+\|v-w\|^{2}=2\|v\|^{2}+2\|w\|^{2}.}
- Vale il teorema di Pitagora (sotto il nome di identità di Parseval), ovvero se {\displaystyle \{v_{k}\}} è una successione di vettori a due a due ortogonali si ha:

{\displaystyle \left\|\sum _{k=1}^{\infty }v_{k}\right\|^{2}=\sum _{k=1}^{\infty }\|v_{k}\|^{2}.}
- Per spazi di Hilbert sui complessi, vale l'identità di polarizzazione:[6]

{\displaystyle \langle v,w\rangle ={\frac {1}{4}}\left(||v+w||^{2}-||v-w||^{2}+i||v+iw||^{2}-i||v-iw||^{2}\right).}
- Vale la disuguaglianza di Bessel, ovvero se {\displaystyle \{e_{n}\}} è un insieme numerabile di vettori ortonormali allora per ogni {\displaystyle v} vale:

{\displaystyle \langle v,v\rangle =\|v\|^{2}\geq \sum _{k=1}^{\infty }|\langle v,e_{k}\rangle |^{2}.}
- Ogni spazio di Hilbert è naturalmente uno spazio di Banach. Viceversa, uno spazio di Banach è anche di Hilbert se e solo se la sua norma è indotta da un prodotto scalare, o, equivalentemente, se esso è autoduale (ossia, se esso si può identificare con il suo spazio duale).
- Ogni spazio di Hilbert ha una base ortonormale, detta solitamente base hilbertiana. Una tale base è un insieme di vettori ortonormali, che generano un sottospazio denso in {\displaystyle H}.
- Uno spazio di Hilbert non è generalmente un'algebra su campo per via dell'antilinearità del suo prodotto interno in uno dei due argomenti.

## Spazi di Hilbert separabili
Uno spazio topologico è detto separabile se contiene un sottoinsieme denso e numerabile. Gli spazi di Hilbert finito dimensionali sono sempre separabili. Nel caso infinito dimensionale, invece, ci sono sia esempi di spazi separabili sia di non separabili. I primi sono di grande interesse nelle applicazioni, e su di essi si è costruita una teoria piuttosto ricca. Si può informalmente affermare che, tra gli spazi infinito dimensionali, gli spazi di Hilbert separabili sono quelli che più assomigliano agli spazi finito dimensionali, e sono pertanto più facili da studiare.
Uno spazio di Hilbert {\displaystyle H} è separabile se e solo se ha una base ortonormale {\displaystyle S} di cardinalità finita o numerabile. Se {\displaystyle S} ha {\displaystyle N} elementi allora {\displaystyle H} è isomorfo a {\displaystyle \mathbb {R} ^{n}} oppure {\displaystyle \mathbb {C} ^{n}}. Se {\displaystyle S} ha un'infinità numerabile di elementi allora {\displaystyle H} è isomorfo allo spazio {\displaystyle l_{2}}.
Una base ortonormale è ottenuta applicando l'algoritmo di Gram-Schmidt a un insieme denso numerabile. Viceversa, il sottospazio generato da una base ortonormale è un insieme denso nello spazio di Hilbert. In uno spazio di Hilbert provvisto di una base hilbertiana {\displaystyle \{e_{i}\}} numerabile è possibile esprimere ogni vettore, norma o prodotto scalare come somma di una serie convergente:
{\displaystyle v=\sum _{i=1}^{\infty }\langle v,e_{i}\rangle e_{i}\qquad \|v\|^{2}=\sum _{i=1}^{\infty }|\langle v,e_{i}\rangle |^{2}\qquad \langle v,w\rangle =\sum _{i=1}^{\infty }\langle v,e_{i}\rangle \langle e_{i},w\rangle .}

## Spazi di Hilbert in meccanica quantistica
Gli spazi di Hilbert hanno un ruolo centrale in meccanica quantistica. I postulati della meccanica quantistica vengono formulati (in particolare nell'interpretazione di Copenaghen) facendo uso degli spazi di Hilbert e dei suoi elementi. Riportiamo qui i primi due postulati in forma riassunta, rimandando all'articolo specifico per una trattazione più dettagliata.
Postulato 1): lo stato di un sistema fisico è rappresentato da un elemento di uno spazio di Hilbert (nella notazione di Dirac questo viene detto 'ket'); lo stato fisico contiene tutte le informazioni riguardo a tutti i parametri fisici che in principio possono essere conosciuti (cioè misurati).
Postulato 2): a ogni parametro fisico misurabile è associato un operatore hermitiano definito sullo spazio di Hilbert degli stati; i possibili risultati della misura sono gli autovalori dell'operatore; lo stato del sistema subito dopo una misura è l'autovettore dell'operatore (detto anche autostato) corrispondente all'autovalore ottenuto come risultato della misura; se si conosce lo stato del sistema prima della misura, rappresentato da un certo elemento (vettore) dello spazio di Hilbert, non è possibile conoscere il risultato della misura, ma è possibile conoscere la probabilità di ogni risultato possibile; in particolare, la probabilità di un risultato possibile della misura (autovalore) è proporzionale alla proiezione dello stato del sistema prima della misura, sull'autostato dell'operatore corrispondente a tale autovalore.

## Esempi

### Spazi di Hilbert di dimensione finita
- Lo spazio vettoriale {\displaystyle \mathbb {R} ^{n}} dei vettori di numeri reali:

{\displaystyle {\vec {a}}=(a_{1},a_{2},\ldots ,a_{n})}
con il prodotto scalare euclideo: 
{\displaystyle \left\langle {\vec {a}},{\vec {b}}\right\rangle =\sum _{i=1}^{n}a_{i}b_{i}}
è uno spazio di Hilbert reale di dimensione finita {\displaystyle n}, detto spazio euclideo {\displaystyle n}-dimensionale.
- Lo spazio vettoriale {\displaystyle \mathbb {C} ^{n}} dei vettori di numeri complessi:

{\displaystyle {\vec {a}}=(a_{1},a_{2},\ldots ,a_{n})}
dotato della forma hermitiana standard:
{\displaystyle \left\langle {\vec {a}},{\vec {b}}\right\rangle =\sum _{i=1}^{n}a_{i}^{*}b_{i}}
è uno spazio di Hilbert complesso di dimensione finita {\displaystyle n}.

### Successioni a quadrato sommabile
Lo spazio delle successioni di numeri reali a quadrato sommabile:
{\displaystyle l^{2}(\mathbb {R} )=\left\{(x_{n})_{n\in \mathbb {N} },x_{i}\in \mathbb {R} \ {\Bigg |}\ \sum _{k=1}^{\infty }|x_{k}|^{2}<\infty \right\}}
dotato del prodotto scalare:
{\displaystyle \langle (x_{n})_{n\in \mathbb {N} }|(y_{n})_{n\in \mathbb {N} }\rangle =\sum _{k=1}^{\infty }x_{k}y_{k}}
è uno spazio di Hilbert separabile di dimensione infinita. Lo stesso vale per l'analogo complesso:
{\displaystyle l^{2}(\mathbb {C} )=\left\{(x_{n})_{n\in \mathbb {N} },x_{i}\in \mathbb {C} \ {\Bigg |}\ \sum _{k=1}^{\infty }|x_{k}|^{2}<\infty \right\}}
dotato del prodotto hermitiano:
{\displaystyle \langle (x_{n})_{n\in \mathbb {N} }|(y_{n})_{n\in \mathbb {N} }\rangle =\sum _{k=1}^{\infty }x_{k}^{*}y_{k}.}

### Lo spazio L²
Lo spazio {\displaystyle V} delle funzioni misurabili {\displaystyle f} su un aperto {\displaystyle A\subset \mathbb {R} ^{n}}, a valori complessi e di quadrato sommabile:
{\displaystyle V=\left\{f:A\longrightarrow \mathbb {C} \ {\Bigg |}\ \int _{A}|f(x)|^{2}dx<\infty \right\}}
è uno spazio vettoriale complesso, e la forma:
{\displaystyle \langle f,g\rangle =\int _{A}f(x)^{*}g(x)dx}
è hermitiana. Tale spazio non è però di Hilbert, poiché la forma hermitiana è solo semi-definita positiva: esistono infatti funzioni {\displaystyle f} non nulle, ma tali che {\displaystyle \langle f,f\rangle } è nullo. Ad esempio una funzione che vale 1 su un punto fissato di {\displaystyle A}, e 0 in tutti gli altri punti di {\displaystyle A} ha questa proprietà (più in generale, l'integrale di una funzione che vale 0 fuori di un insieme di misura nulla ha integrale nullo).
Per ovviare a questo problema, si definisce lo spazio come quoziente di {\displaystyle V} tramite la relazione di equivalenza che identifica due funzioni misurabili se differiscono solo su un insieme di misura nulla. La proiezione della forma hermitiana {\displaystyle \langle \cdot ,\cdot \rangle } su questo spazio è definita positiva, e la struttura che ne risulta è uno spazio di Hilbert, che viene indicato con {\displaystyle L^{2}(A,\mathbb {C} )}.

### Spazi di Sobolev
Gli elementi di {\displaystyle L^{2}} non sono, in generale, funzioni continue. Per questo motivo non è possibile definirne direttamente la derivata, che deve essere definita quindi in maniera diversa. Lo spazio delle funzioni derivabili debolmente {\displaystyle k} volte viene indicato tramite {\displaystyle H^{k}(A)}. Di questi tipi di spazi si occupa la teoria degli spazi di Sobolev.